# Alice Harnoncourt
Pour les articles homonymes, voir Harnoncourt (homonymie).
Alice Harnoncourt, née le 26 septembre 1930 à Vienne et morte le 20 juillet 2022 dans la même ville, est une violoniste classique autrichienne, connue pour son jeu de violon baroque. 
Elle est la violoniste principale du Concentus Musicus Wien ensemble, jouant sur des instruments d'époque. Elle est une pionnière dans le mouvement de l'interprétation historique et la première femme violon solo d'Autriche.

## Biographie

### Jeunesse et formation
Alice Hoffelner est née le 26 septembre 1930 à Vienne. Elle est la fille de Léopold Hoffelner et de Gertrude Schönfelder. Très jeune, elle joue du piano, avant de se prendre de passion pour le violon à l'âge de neuf ans.  
Durant les dernières années de la Seconde Guerre mondiale, Alice Hoffelner étudie au Mozarteum de Salzbourg, puis à l'Académie de musique de Vienne. 
Alice Harnoncourt étudie le violon et le piano avec Ernst Moravec et Gottfried Feist à l'Académie de Vienne, avec Jacques Thibaud à Paris et Tibor Varga à Londres.  
Josef Mertin (de), un des premiers à collecter et pratiquer les instruments anciens dès les années 1930, est son professeur de pratique interprétative. Avec lui, elle passe du violon moderne au violon baroque, au pardessus de viole, à l'alto et à la viole d'amour,.  
Sa première représentation mentionnée dans la presse a lieu le 31 mai 1947 dans la grande salle de l'Académie de musique du Mozarteum dans le cadre d'un concert caritatif,.   
Le 27 juin 1953, à Graz, elle épouse le violoncelliste Nikolaus Harnoncourt. Ils ont une fille, Elisabeth von Magnus (1954), et trois fils,.  

### Carrière
Avec son époux, elle fonde, en 1953, le Concentus Musicus Wien, dont elle est la violoniste solo jusqu'en 1985, pour explorer l'utilisation d'instruments originaux et de techniques historiquement informées dans la musique baroque,,. 
Alors que Nikolaus Harnoncourt y occupe les fonctions de directeur artistique et de chef d'orchestre, Alice Harnoncourt occupe la deuxième fonction la plus importante en tant que violon solo, pendant 32 ans, de 1953 à 1985. Elle joue ensuite comme deuxième violon pendant 30 ans, de 1985 à 2015. Elle façonne considérablement l'ensemble et est impliquée de manière significative dans presque tous les concerts et enregistrements de 1953 à 2015. Elle est aussi responsable des questions d'interprétation, assure l'édition d'innombrables textes musicaux, s'occupe de l'administration et de l'organisation et est longtemps la directrice de l'ensemble,
À une époque où la plupart des orchestres n'acceptaient pas encore de musiciennes, Alice Harnoncourt est la première femme violon solo d'Autriche et un modèle pour la présence croissante de musiciennes : « À l'époque, il n'y avait pas de femme au pupitre de premier violon dans aucun orchestre autrichien. […] je n'aurais pu jouer que dans l'orchestre de la radio, on ne vous y voit pas,. »
Jusqu'en 1968, elle joue sur un violon Jakobus Stainer datant de 1658 puis, à partir de cette date, elle joue un autre violon du grand maitre d’Absam datant de 1665.
Elle joue également dans l'orchestre de l'Opéra de Zurich pendant des années lorsque Nikolaus Harnoncourt est chef d'orchestre, dans l'ensemble baroque Leonhardt de Gustav Leonhardt et dans l'ensemble qui lui succède, le Leonhardt-Consort,. 
Alice Harnoncourt réalise de nombreux enregistrements pionniers de musique ancienne. Elle joue entre autres tous les concertos pour violon de Johann Sebastian Bach, Les Quatre Saisons d'Antonio Vivaldi, les concertos pour violon de Haendel, quatuors à cordes de Haydn, des œuvres de Johann Joseph Fux, Heinrich Biber, Ludwig Senfl, Josquin des Prés et des opéras, de Monteverdi et de Mozart par exemple,. 
Elle gère les archives du Concentus Musicus Wien depuis début 2016. Après le concert d'adieu de Nikolaus Harnoncourt à l'été 2015 avec la Missa solemnis de Beethoven, elle met, elle aussi, fin à sa carrière.
Alice Harnoncourt décède le 20 juillet 2022.

## Distinctions
- 2011 : Médaille d'honneur pour services rendus à l'État de Vienne (de)[18].
- 2003 :  Grand insigne d'honneur en or du land de Styrie (de)[19].
- Avec Nikolaus Harnoncourt et le Concentus Musicus, elle est co-lauréate de nombreux prix, par exemple l'ECHO Klassik en 2006[20].